# Empoli Football Club 2005-2006
In questa pagina, sono raccolte le informazioni sulle competizioni ufficiali disputate dall'Empoli Football Club nella stagione 2005-2006.

## Stagione
Il neopromosso Empoli nell'annata 2005-2006 ha partecipato al suo settimo campionato di Serie A, nel quale si è classificato all'ottavo posto finale (undicesimo senza le penalizzazioni di Juventus, Lazio e Fiorentina). Il casertano Francesco Tavano si è ripetuto nella massima serie, realizzando 19 reti, quante segnate nello scorso campionato in Serie B, culminato con la promozione.
Nella Coppa Italia che ha presentato una nuova formula ad eliminazione diretta, l'Empoli ha superato nel primo turno il Pizzighettone (2-1) in casa, nel secondo turno in terra calabra ha battuto il Crotone (2-3) dopo i tempi supplementari; nel terzo turno è stato eliminato in casa dal Parma, da cui ha perso ai calci di rigore (6-7), dopo che la gara era terminata sull'(1-1).

## Rosa
| N. |                      | Ruolo | Calciatore              |
| -- | -------------------- | ----- | ----------------------- |
| 1  | Italia (bandiera)    | P     | Gianluca Berti          |
| 1  | Argentina (bandiera) | P     | Sebastián Cejas         |
| 3  | Italia (bandiera)    | D     | Stefano Lucchini        |
| 4  | Argentina (bandiera) | C     | Sergio Bernardo Almirón |
| 5  | Italia (bandiera)    | C     | Davide Moro             |
| 6  | Italia (bandiera)    | D     | Andrea Coda             |
| 7  | Italia (bandiera)    | A     | Nicola Pozzi            |
| 8  | Italia (bandiera)    | D     | Riccardo Bonetto        |
| 9  | Italia (bandiera)    | A     | Mirco Gasparetto        |
| 9  | Italia (bandiera)    | D     | Vittorio Tosto          |
| 10 | Italia (bandiera)    | A     | Francesco Tavano        |
| 15 | Italia (bandiera)    | D     | Richard Vanigli         |
| 17 | Brasile (bandiera)   | A     | Éder                    |
| 18 | Italia (bandiera)    | A     | Matteo Serafini         |

| N. |                    | Ruolo | Calciatore        |
| -- | ------------------ | ----- | ----------------- |
| 20 | Italia (bandiera)  | C     | Daniele Buzzegoli |
| 21 | Italia (bandiera)  | C     | Francesco Lodi    |
| 23 | Italia (bandiera)  | P     | Daniele Balli     |
| 24 | Italia (bandiera)  | C     | Antonio Buscè     |
| 27 | Italia (bandiera)  | C     | Fabrizio Ficini   |
| 33 | Italia (bandiera)  | C     | Paolo Zanetti     |
| 36 | Italia (bandiera)  | D     | Nicola Ascoli     |
| 37 | Italia (bandiera)  | P     | Renato Dossena    |
| 46 | Italia (bandiera)  | D     | Andrea Raggi      |
| 50 | Italia (bandiera)  | D     | Francesco Pratali |
| 80 | Italia (bandiera)  | C     | Ighli Vannucchi   |
| 99 | Italia (bandiera)  | A     | Christian Riganò  |
|    | Brasile (bandiera) | D     | Maxwell           |

## Risultati

### Serie A

#### Girone di andata
| Arbitro: | De Marco (Chiavari) |

|             |           |  |
| Muntari 30’ | Marcatori |  |

| Arbitro: | Dattilo (Locri) |

|  |           |                                              |
|  | Marcatori | 11’, 59’ Trezeguet 14’ Vieira 15’ Camoranesi |

| Arbitro: | Bergonzi (Genova) |

|             |           |  |
| Corradi 17’ | Marcatori |  |

| Arbitro: | Rizzoli (Bologna) |

|                             |           |            |
| Tavano 46’, 63’ Almirón 68’ | Marcatori | 33’ Capone |

| Arbitro: | Pantana (Macerata) |

|           |           |  |
| Pozzi 65’ | Marcatori |  |

| Arbitro: | Banti (Livorno) |

|                              |           |                |
| A. Caracciolo 7’ Makinwa 54’ | Marcatori | 9’, 43’ Tavano |

| Arbitro: | Pieri (Lucca) |

|            |           |  |
| Tavano 59’ | Marcatori |  |

| Arbitro: | Squillace (Catanzaro) |

|                  |           |                        |
| Fava Passaro 78’ | Marcatori | 25’ Almirón 80’ Tavano |

| Arbitro: | Trefoloni (Siena) |

|               |           |                                   |
| Vannucchi 36’ | Marcatori | 45+1’, 50’ Gilardino 55’ C. Vieri |

| Arbitro: | Stefanini (Prato) |

|                           |           |                      |
| Semioli 4’ Pellissier 61’ | Marcatori | 8’ Riganò 53’ Tavano |

| Arbitro: | Romeo (Verona) |

|                                      |           |  |
| Riganò 7’ Tavano 67’ Vannucchi 90+4’ | Marcatori |  |

| Arbitro: | Rosetti (Torino) |

|                              |           |  |
| Morrone 31’ C. Lucarelli 87’ | Marcatori |  |

| Arbitro: | Tagliavento (Terni) |

|                               |           |                                |
| Bonetto 55’ Tavano 58’ (rig.) | Marcatori | 28’ Dabo 77’ Tare 80’ Liverani |

| Arbitro: | Gava (Conegliano) |

|                          |           |  |
| Borriello 77’ Flachi 87’ | Marcatori |  |

| Arbitro: | Gabriele (Frosinone) |

|            |           |  |
| Bogdani 2’ | Marcatori |  |

| Arbitro: | Paparesta (Bari) |

|               |           |             |
| Vannucchi 73’ | Marcatori | 70’ Pazzini |

| Arbitro: | Girardi (San Donà di Piave) |

|                                            |           |               |
| Adriano 4’ Cruz 45+5’ Figo 67’ Martins 85’ | Marcatori | 64’ Vannucchi |

| Arbitro: | Giannoccaro (Lecce) |

|             |           |                                  |
| Almirón 35’ | Marcatori | 7’, 60’ Muslimović 75’ Di Napoli |

| Arbitro: | Brighi (Cesena) |

|                                         |           |             |
| Ferrante 37’ Bjelanović 70’ Domizzi 77’ | Marcatori | 45’ Almirón |

#### Girone di ritorno
| Arbitro: | Farina (Novi Ligure) |

|                   |           |            |
| Tavano 53’ (rig.) | Marcatori | 55’ Felipe |

| Arbitro: | De Marco (Chiavari) |

|                      |           |            |
| F.Cannavaro 17’, 77’ | Marcatori | 3’ Almirón |

| Arbitro: | Rodomonti (Teramo) |

|                   |           |                              |
| Tavano 59’ (rig.) | Marcatori | 44’ Marchionni 79’ Bresciano |

| Arbitro: | Paparesta (Bari) |

|                                           |           |            |
| Abeijon 2’ M. Esposito 19’, 61’ Suazo 37’ | Marcatori | 60’ Tavano |

| Arbitro: | Bergonzi (Genova) |

|                    |           |                              |
| Ledesma 80’ (rig.) | Marcatori | 3’ Almirón 41’ (rig.) Tavano |

| Arbitro: | Farina (Novi Ligure) |

|  |           |                |
|  | Marcatori | 90+2’ Barzagli |

| Arbitro: | Messina (Bergamo) |

|              |           |  |
| Perrotta 15’ | Marcatori |  |

| Arbitro: | Tagliavento (Terni) |

|              |           |                  |
| Riganò 90+4’ | Marcatori | 53’ E. Filippini |

| Arbitro: | Dondarini (Finale Emilia) |

|                                    |           |  |
| F. Inzaghi 77’, 86’ Shevchenko 81’ | Marcatori |  |

| Arbitro: | De Marco (Chiavari) |

|                       |           |            |
| Riganò 71’ Tavano 79’ | Marcatori | 82’ Brighi |

| Arbitro: | Farina (Novi Ligure) |

|  |           |                      |
|  | Marcatori | 62’ Pozzi 82’ Tavano |

| Arbitro: | Morganti (Ascoli Piceno) |

|                      |           |                         |
| Tavano 39’ Buscè 51’ | Marcatori | 87’ (rig.) C. Lucarelli |

| Arbitro: | Ayroldi (Molfetta) |

|                                   |           |                                        |
| Pandev 7’ Behrami 8’ Di Canio 80’ | Marcatori | 25’ Tosto 64’ Tavano 90+3’ (aut.) Oddo |

| Arbitro: | Paparesta (Bari) |

|                |           |                   |
| Buscè 28’, 47’ | Marcatori | 60’ (rig.) Flachi |

| Arbitro: | Racalbuto (Gallarate) |

|                      |           |             |
| Tosto 35’ Tavano 39’ | Marcatori | 87’ Bogdani |

| Arbitro: | Farina (Novi Ligure) |

|                         |           |            |
| Pasqual 43’ Jiménez 58’ | Marcatori | 66’ Riganò |

| Arbitro: | Bertini (Arezzo) |

|                        |           |  |
| Materazzi 90+1’ (aut.) | Marcatori |  |

| Arbitro: | Preschern (Mestre) |

|              |           |               |
| Nocerino 89’ | Marcatori | 2’, 74’ Pozzi |

| Arbitro: | Herberg (Messina) |

|            |           |                |
| Tavano 25’ | Marcatori | 73’, 85’ Budan |

### Coppa Italia

#### Turni preliminari
| Arbitro: | Lops (Torino) |

|                        |           |             |
| Almirón 20’ Tavano 30’ | Marcatori | 79’ Piccolo |

| Arbitro: | Marelli (Como) |

|                        |           |                               |
| Jurić 90+4’ Russo 107’ | Marcatori | 40’, 105+2’ Lodi 91’ Serafini |

| Arbitro: | Ayroldi (Molfetta) |

|                                                               |                      |                                                                     |
| Gasparetto 23’                                                | Marcatori            | 44’ (rig.) Simplício                                                |
| Buzzegoli Vannucchi Almirón Lodi Tavano Lucchini Vanigli Coda | Tiri di rigore 6 – 7 | Rosina Pisanu Grella Cardone Contini Simplício Bresciano Delvecchio |

## Statistiche

### Statistiche di squadra
| Competizione | Punti | In casa | In casa | In casa | In casa | In casa | In casa | In trasferta | In trasferta | In trasferta | In trasferta | In trasferta | In trasferta | Totale | Totale | Totale | Totale | Totale | Totale | DR  |
| Competizione | Punti | G       | V       | N       | P       | Gf      | Gs      | G            | V            | N            | P            | Gf           | Gs           | G      | V      | N      | P      | Gf     | Gs     | DR  |
| ------------ | ----- | ------- | ------- | ------- | ------- | ------- | ------- | ------------ | ------------ | ------------ | ------------ | ------------ | ------------ | ------ | ------ | ------ | ------ | ------ | ------ | --- |
| Serie A      | 45    | 19      | 9       | 3       | 7       | 26      | 26      | 19           | 4            | 3            | 12           | 21           | 35           | 38     | 13     | 6      | 19     | 47     | 61     | -14 |
| Coppa Italia |       | 2       | 1       | 1       | 0       | 3       | 2       | 1            | 1            | 0            | 0            | 3            | 2            | 3      | 2      | 1      | 0      | 6      | 4      | +2  |
| Totale       |       | 21      | 10      | 4       | 7       | 29      | 28      | 20           | 5            | 3            | 12           | 24           | 37           | 41     | 15     | 7      | 19     | 53     | 65     | -12 |

### Andamento in campionato
| Giornata  | 1  | 2  | 3  | 4  | 5  | 6  | 7  | 8 | 9  | 10 | 11 | 12 | 13 | 14 | 15 | 16 | 17 | 18 | 19 | 20 | 21 | 22 | 23 | 24 | 25 | 26 | 27 | 28 | 29 | 30 | 31 | 32 | 33 | 34 | 35 | 36 | 37 | 38 |
| --------- | -- | -- | -- | -- | -- | -- | -- | - | -- | -- | -- | -- | -- | -- | -- | -- | -- | -- | -- | -- | -- | -- | -- | -- | -- | -- | -- | -- | -- | -- | -- | -- | -- | -- | -- | -- | -- | -- |
| Luogo     | T  | C  | T  | C  | C  | T  | C  | T | C  | T  | C  | T  | C  | T  | T  | C  | T  | C  | T  | C  | T  | C  | T  | T  | C  | T  | C  | T  | C  | T  | C  | T  | C  | C  | T  | C  | T  | C  |
| Risultato | P  | P  | P  | V  | V  | N  | V  | V | P  | N  | V  | P  | P  | P  | P  | N  | P  | P  | P  | N  | P  | P  | P  | V  | P  | P  | N  | P  | V  | V  | V  | N  | V  | V  | P  | V  | V  | P  |
| Posizione | 17 | 20 | 20 | 16 | 12 | 13 | 12 | 9 | 11 | 13 | 9  | 10 | 12 | 12 | 14 | 13 | 13 | 14 | 15 | 15 | 16 | 18 | 18 | 18 | 18 | 18 | 18 | 18 | 18 | 16 | 15 | 15 | 14 | 11 | 14 | 11 | 10 | 11 |

Fonte:  Serie A – Classifiche, su calcio-seriea.net.
Legenda:

Luogo: C = Casa; T = Trasferta. Risultato: V = Vittoria; N = Pareggio; P = Sconfitta.

### Statistiche dei giocatori
| Giocatore     | Serie A  | Serie A | Serie A     | Serie A    | Coppa Italia | Coppa Italia | Coppa Italia | Coppa Italia | Totale   | Totale | Totale      | Totale     |
| Giocatore     | Presenze | Reti    | Ammonizioni | Espulsioni | Presenze     | Reti         | Ammonizioni  | Espulsioni   | Presenze | Reti   | Ammonizioni | Espulsioni |
| ------------- | -------- | ------- | ----------- | ---------- | ------------ | ------------ | ------------ | ------------ | -------- | ------ | ----------- | ---------- |
| G. Berti      | 19       | -33     | 3           | 0          | 2            | -3           | 0            | 0            | 21       | -36    | 3           | 0          |
| S. Cejas      | 6        | -10     | 0           | 0          | -            | -            | -            | -            | 6        | -10    | 0           | 0          |
| S. Lucchini   | 25       | 0       | 7           | 1          | 3            | 0            | 1            | 0            | 28       | 0      | 8           | 1          |
| S.B. Almirón  | 37       | 6       | 2           | 0          | 3            | 1            | 0            | 0            | 40       | 7      | 2           | 0          |
| D. Moro       | 32       | 0       | 7           | 0          | 2            | 0            | 0            | 0            | 34       | 0      | 7           | 0          |
| A. Coda       | 36       | 0       | 4           | 0          | 3            | 0            | 0            | 0            | 39       | 0      | 4           | 0          |
| N. Pozzi      | 24       | 2       | 1           | 0          | 1            | 0            | 0            | 0            | 25       | 2      | 1           | 0          |
| R. Bonetto    | 17       | 1       | 2           | 0          | 3            | 0            | 1            | 0            | 20       | 1      | 3           | 0          |
| M. Gasparetto | 6        | 0       | 0           | 0          | 3            | 1            | 0            | 0            | 9        | 1      | 0           | 0          |
| V. Tosto      | 10       | 2       | 2           | 0          | -            | -            | -            | -            | 10       | 2      | 2           | 0          |
| F. Tavano     | 37       | 19      | 0           | 0          | 3            | 1            | 1            | 0            | 40       | 20     | 1           | 0          |
| R. Vanigli    | 17       | 0       | 3           | 0          | 1            | 0            | 0            | 0            | 18       | 0      | 3           | 0          |
| Éder          | 0        | 0       | 0           | 0          | -            | -            | -            | -            | 0        | 0      | 0           | 0          |
| M. Serafini   | 16       | 0       | 1           | 0          | 3            | 1            | 0            | 0            | 19       | 1      | 1           | 0          |
| D. Buzzegoli  | 2        | 0       | 0           | 0          | 1            | 0            | 0            | 0            | 3        | 0      | 0           | 0          |
| F. Lodi       | 17       | 0       | 0           | 0          | 3            | 2            | 0            | 0            | 20       | 2      | 0           | 0          |
| D. Balli      | 13       | -18     | 1           | 0          | 1            | -1           | 0            | 0            | 14       | -19    | 1           | 0          |
| A. Buscè      | 37       | 3       | 1           | 0          | 2            | 0            | 1            | 1            | 39       | 3      | 2           | 1          |
| F. Ficini     | 33       | 0       | 6           | 1          | 2            | 0            | 1            | 0            | 35       | 0      | 7           | 1          |
| P. Zanetti    | 9        | 0       | 2           | 0          | 2            | 0            | 1            | 0            | 11       | 0      | 3           | 0          |
| N. Ascoli     | 11       | 0       | 4           | 0          | -            | -            | -            | -            | 11       | 0      | 4           | 0          |
| R. Dossena    | 0        | 0       | 0           | 0          | -            | -            | -            | -            | 0        | 0      | 0           | 0          |
| A. Raggi      | 25       | 0       | 2           | 1          | -            | -            | -            | -            | 25       | 0      | 2           | 1          |
| F. Pratali    | 28       | 0       | 2           | 2          | 1            | 0            | 0            | 0            | 29       | 0      | 2           | 2          |
| I. Vannucchi  | 35       | 4       | 3           | 0          | 3            | 0            | 0            | 0            | 38       | 4      | 3           | 0          |
| C. Riganò     | 33       | 5       | 6           | 0          | -            | -            | -            | -            | 33       | 5      | 6           | 0          |
| Maxwell       | 0        | 0       | 0           | 0          | -            | -            | -            | -            | 0        | 0      | 0           | 0          |